# Alenka Bratušek
Alenka Bratušek (sinh năm 1970) là một nhà chính trị Slovenia. Bratušek nữ là thủ tướng nữ đầu tiên của Slovenia, tại vị từ tháng 3 năm 2013 cho đến tháng 5 năm 2014. Bà đã là Chủ tịch lâm thời Positive Slovenia từ tháng 1 năm 2013 cho đến tháng 4 năm 2014. Ngày 5 tháng 5 năm 2014, Bratušek nộp đơn xin từ chức Thủ tướng.

## Tiểu sử
Bratušek sinh ra ở Celje. Bà học tại Khoa Khoa học Tự nhiên và Công nghệ tại Đại học Ljubljana. Bà cũng nhận được bằng thạc sĩ quản lý tại Khoa Khoa học Xã hội tại trường đại học này. Trước khi tham gia chính trị, bà giữ chức vụ người đứng đầu của Cục Ngân sách Nhà nước tại Bộ Tài chính. Năm 2008, bà chạy đua nhưng không thành công vào Quốc hội trong danh sách đảng Tự do Xã hội Zares.
Trong các cuộc bầu cử nghị viện sớm năm 2011, bà được bầu trên danh sách của Đảng Slovenia Tích cực. Từ năm 2011, bà đã là Chủ tịch của Ủy ban Kiểm soát Ngân sách Quốc hội.
Vào tháng 1 năm 2013, bà được bổ nhiệm làm Chủ tịch lâm thời của đảng Slovenia Tích cực, sau khi lãnh đạo của và là người sáng lập đảng này là Zoran Jankovic tạm thời từ bỏ tất cả các chức vụ trong đảng, sau những cáo buộc do Ủy ban Phòng chống Tham nhũng của nước Cộng hòa Slovenia chống lại ông.
Ngày 27 tháng 2 năm 2013, bà đã được bầu là Thủ tướng Chính phủ chỉ định để hình thành một chính phủ mới của Slovenia, khi chính phủ của Janez Janša đã bị bỏ phiếu bất tín nhiệm. Bratušek có 15 ngày, kể từ ngày để đề xuất một danh sách của các bộ trưởng trước Quốc hội. Các phương tiện truyền thông nước ngoài cho rằng sẽ khó cho Bratušek hình thành một chính phủ mới và đặt câu hỏi liệu bà sẽ tiếp tục với những cải cách được khởi xướng bởi chính phủ Janša